# レオ・フンテク
レオ・フンテク（Leo Funtek, 1885年8月21日 - 1965年1月13日）はオーストリア・ハンガリー帝国出身のスロベニア人の指揮者。 生涯の大半をフィンランドに過ごし、フィンランド歌劇場の指揮者も務めた。

## 経歴
リュブリャナに生まれ、ライプツィヒ音楽院とライプツィヒ大学に学んだ。1906年から1909年までヘルシンキ・フィルハーモニー管弦楽団のコンサートマスターを務めた後、1909年から翌1910年までヴィープリ管弦楽団の音楽監督の座にあった。フィンランド歌劇場の指揮者に転出したのが1910年のことであり、1959年まで約半世紀にわたって現役のオペラ指揮者という目立つ地位に就いていた。その間1916年から1919年までは、ストックホルム宮廷歌劇場の准コンサートマスターとしても働いた。ヘルシンキで没した
フンテクは演奏家としての活動に加えて、教育者としての顔も持っていた。最初は1911年から1939年までヘルシンキ音楽学校（現在のシベリウス音楽院）に職を得て、ヴァイオリンや合奏、管弦楽法の講義を受け持った。後にシベリウス音楽院より1939年から1955年までヴァイオリンの教授に迎えられ、1950年から1955年まで指揮科でも指導した。指揮法の講義に、オーケストラの訓練法を導入した人物としても認められている。門下には、自らも優れた指揮法の教授となったヨルマ・パヌラのほかに、現代フィンランドの2人の女性作曲家、ヘルヴィ・レミカ・レイヴィスカ（1902年 - 1982年）とHeidi Sundblad-Halme（1903年 - 1973年）を輩出した。作曲家のウスコ・メリライネンも門弟である。

## 展覧会の絵
モデスト・ムソルグスキーのピアノ組曲《展覧会の絵》を管弦楽用に編曲した音楽家の一人。フンテクによる《展覧会の絵》の編曲はモーリス・ラヴェルの編曲よりも1月早い1922年7月に出版されているが、ラヴェルが同様の企画を立てていたことをフンテクは知らなかった。フンテク版は、他の編曲とは対照的に、原曲であるムソルグスキーのピアノ曲集に厳密に従っていると評されている。